# Onthophagus hispanicus
Onthophagus hispanicus är en skalbaggsart som beskrevs av Baraud 1963. Onthophagus hispanicus ingår i släktet Onthophagus och familjen bladhorningar. Inga underarter finns listade i Catalogue of Life.